# Вім Куверманс
Вільгельмус «Вім» Якобус Куверманс (нід. Wilhelmus ("Wim") Jacobus Koevermans; нар. 28 червня 1960, Влардінген, Нідерланди) — нідерландський футболіст, що грав на позиції захисника. По завершенні ігрової кар'єри — тренер.
Виступав за національну збірну Нідерландів. У складі збірної — чемпіон Європи.

## Клубна кар'єра
У дорослому футболі дебютував 1978 року виступами за команду клубу «Фортуна Влардінген», в якій провів два сезони, взявши участь у 43 матчах чемпіонату.
Своєю грою за цю команду привернув увагу представників тренерського штабу клубу «Фортуна» (Сіттард), до складу якого приєднався 1980 року. Відіграв за команду з Сіттарда наступні вісім сезонів своєї ігрової кар'єри. Граючи у складі «Фортуни» також здебільшого виходив на поле в основному складі команди.
1988 року перейшов до клубу «Гронінген», за який відіграв 2 сезони. Тренерським штабом нового клубу також розглядався як гравець «основи». Завершив професійну кар'єру футболіста виступами за команду «Гронінген» 1990 року.

## Виступи за збірну
1988 року провів свій єдиний офіційний матч у складі національної збірної Нідерландів. Викликався до її лав до 1990 року, проте більше у формі головної команди країни на поле виходив.
У складі збірної був учасником чемпіонату Європи 1988 року у ФРН, здобувши того року титул континентального чемпіона.

## Кар'єра тренера
Розпочав тренерську кар'єру відразу ж по завершенні кар'єри гравця, 1990 року, увійшовши до тренерського штабу клубу «Гронінген».
1993 року став головним тренером команди «Гронінген», тренував команду з Гронінгена лише один рік.
Згодом протягом 1996—1997 років очолював тренерський штаб клубу «Неймеген».
2010 року прийняв пропозицію попрацювати у молодіжній збірній Ірландія, з якою, утім, пропрацював менше року.
Протягом тренерської кар'єри також очолював команди клубів «Росендал» та МВВ, а також входив до тренерського штабу збірної Нідерландів, де протягом 2002–2008 років відповідав за роботу з молодими гравцями.
Наразі останнім місцем тренерської роботи була національна збірна Індії, головним тренером якої Вім Куверманс був з 2012 по 2014 рік.

## Досягнення
- Чемпіон Європи: 1988